# Дахук (провінція)

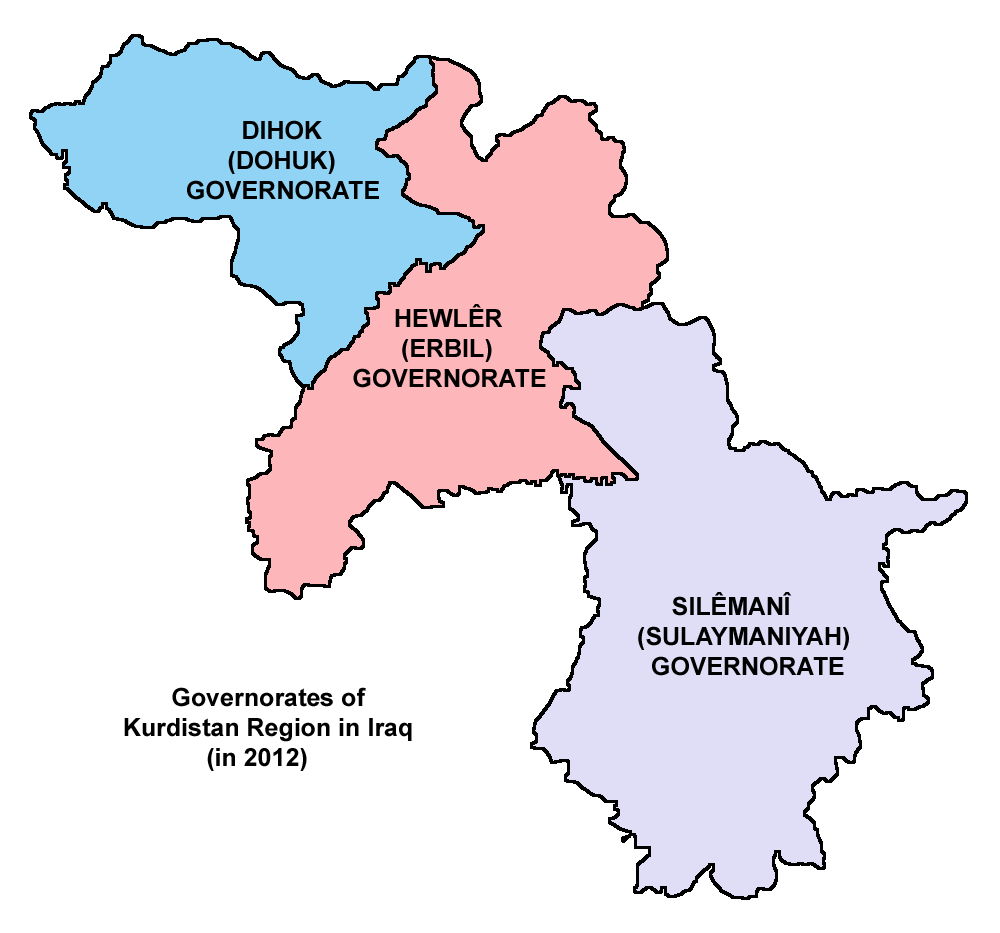

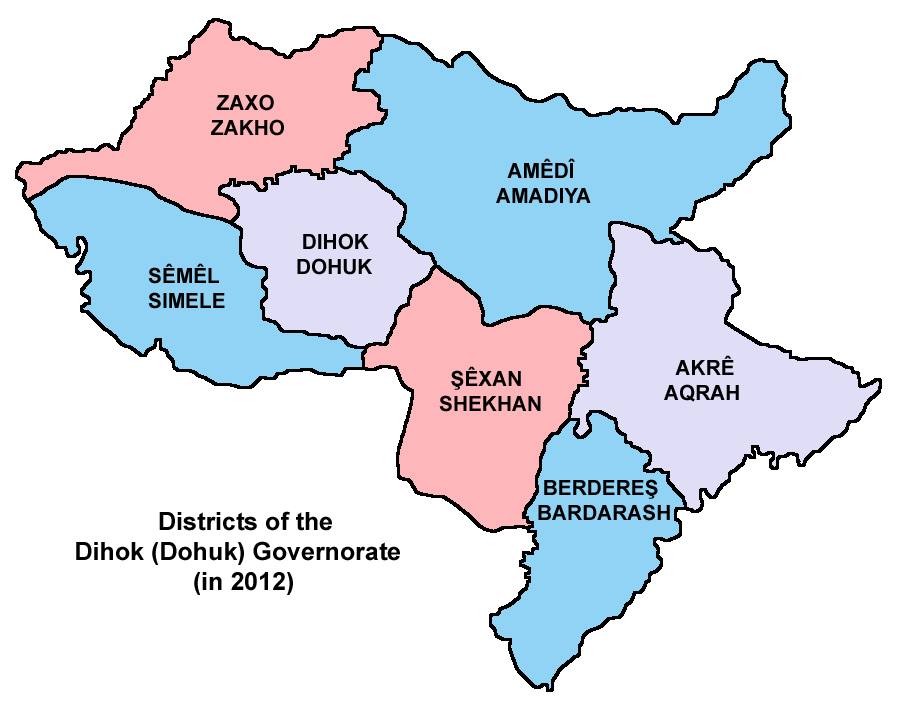

Дахук (курд. پارێزگای دھۆک, Parêzgeha Dihokê; араб. محافظة دهوك Muḥāfaẓat Dahūk) — провінція на півночі Ірака біля турецького кордону з переважно курдським населенням. Адміністративний центр — місто Дахук. Інші міста — Заху, Сумаїль, Дералок.
З 1991 р. — у складі Вільного Курдистану (нині Федеральний Курдистанський регіон). Управляється адміністрацією Демократичної партії Курдистану

## Округи
- Амадей
- Дахук
- Сумаїль
- Заху